# Carioca-akvedukten

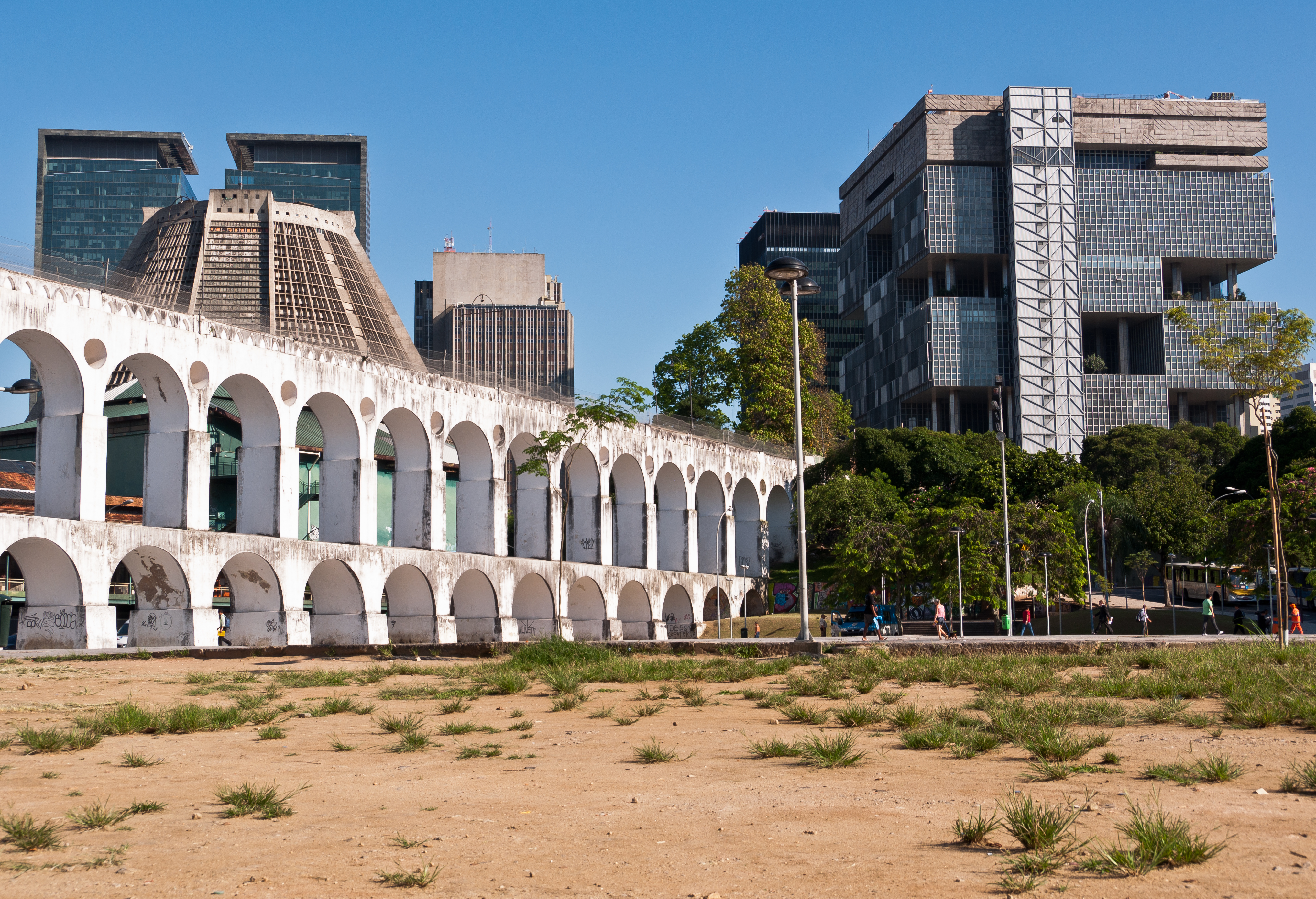
Aquaduct sedd från Petrobras

Carioca-akvedukten (portugisiska: Aqueduto da Carioca) är en akvedukt i Rio de Janeiro i Brasilien. Akvedukten byggdes på 1700-talet för att föra färskvatten från Carioca älven till stadens befolkning. Den är ett fint exempel på kolonial arkitektur och ingenjörskonst.
Akvedukten ligger nära stadens centrum i stadsdelen Lapa och kallas Arcos da Lapa (Lapas båge) av brasilianare. I slutet på 1800-talet fanns moderna metoder att försörja staden med vatten. Akvedukten byggdes om och blev en populär spårvagnslinje till förorten Santa Teresa.

## Historia
Rio de Janeiro grundades 1565 i närheten av Carioca älvens utflöde i Guanabarabukten. Färskvatten måste hämtas längre upp i älven och snart började man planera för att gräva ett kanalsystem från älvens källområde i Santa Teresa-bergen. I början av 1600-talet påbörjades kanalbygget, men på grund av tekniska och ekonomiska problem hade endast några hundra meter grävts i slutet av århundradet.
År 1706 bestämde kolonialförvaltningen att en akvedukt skulle byggas. Kanalen skulle färdigställas till Campo da Ajuda (dagens Cinelândia torg). Därifrån byggdes den första akvedukten till torget Santo Antônio (dagens Largo da Carioca). År 1723 flödade rent vatten i den vackra barockfontänen till stadsborna glädje.
År 1896 hade man löst Rios vattenförsörjning på annat sätt och man byggde om akvedukten så att den kunde bära en spårvagnslinje till den bergiga förorten Santa Teresa.